# Paradidyma setigera
Paradidyma setigera är en tvåvingeart som först beskrevs av Daniel William Coquillett 1904.  Paradidyma setigera ingår i släktet Paradidyma och familjen parasitflugor.
Artens utbredningsområde är Arizona. Inga underarter finns listade i Catalogue of Life.